# Championnat du monde féminin moins de 18 ans de hockey sur glace 2012
Navigation
Championnat du monde 2011 Championnat du monde 2013
Le Championnat du monde féminin moins de 18 ans de hockey sur glace 2012 est la cinquième édition de cette compétition organisée par la Fédération internationale de hockey sur glace (IIHF). Elle a lieu du 31 décembre 2011 au 7 janvier 2012 dans les villes de Zlín et de Přerov, en République tchèque.
Le Canada remporte le titre en dominant en finale les États-Unis. La Suède s'adjuge la médaille de bronze.
Indépendamment du groupe élite, la Division I est disputée à Tromsø en Norvège (29 décembre 2011-4 janvier 2012), précédée d'un groupe de qualification joué à Asiago en Italie (29 novembre-4 décembre 2011).

## Division élite

### Présentation
La Division élite a lieu du 31 décembre 2011 au 7 janvier 2012 en République tchèque, une première dans ce pays. La République tchèque s'est vu confier l'organisation du tournoi en mai 2011.
La PSG Aréna de Zlín est l'une des patinoires retenues. D'une capacité de 529 spectateurs, elle accueille douze rencontres dont la finale. Elle est la patinoire secondaire du PSG Zlín,.
Le Zimní stadion de Přerov est la seconde patinoire où se déroule les dix autres parties du championnat. Pouvant recevoir jusqu'à 3 000 personnes, elle est la maison du HC ZUBR Přerov,.

### Format de compétition
Les huit équipes participantes sont réparties en deux groupes de quatre disputés sous la forme de championnats à match simple. Le premier de chaque groupe se qualifient directement pour les demi-finales que les équipes classées deuxième et troisième passent par des quarts de finale. S'ensuivent les demi-finales, la finale et les matchs de classement pour la troisième et la cinquième place. De leur côté, les équipes classées à la dernière place leur poule s'opposent dans une série jouée au meilleur des trois matchs, le perdant étant relégué en Division I pour l'édition 2013.
| Groupe A - États-Unis (T) - Tchéquie - Suède - Russie (P) | Groupe B - Canada - Finlande - Allemagne - Suisse |

### Tour préliminaire

#### Groupe A
|   | Équipe     | PJ | V | VP | DP | D | Pts | BP | BC | +/- |
| - | ---------- | -- | - | -- | -- | - | --- | -- | -- | --- |
| 1 | États-Unis | 3  | 3 | 0  | 0  | 0 | 9   | 28 | 1  | +27 |
| 2 | Suède      | 3  | 2 | 0  | 0  | 1 | 6   | 10 | 10 | 0   |
| 3 | Tchéquie   | 3  | 1 | 0  | 0  | 2 | 3   | 4  | 17 | -13 |
| 4 | Russie     | 3  | 0 | 0  | 0  | 3 | 0   | 2  | 16 | -14 |

#### Groupe B
|   | Équipe    | PJ | V | VP | DP | D | Pts | BP | BC | +/- |
| - | --------- | -- | - | -- | -- | - | --- | -- | -- | --- |
| 1 | Canada    | 3  | 3 | 0  | 0  | 0 | 9   | 26 | 1  | +25 |
| 2 | Allemagne | 3  | 1 | 0  | 0  | 2 | 3   | 6  | 10 | -4  |
| 3 | Finlande  | 3  | 1 | 0  | 0  | 0 | 3   | 6  | 12 | -6  |
| 4 | Suisse    | 3  | 1 | 0  | 0  | 2 | 3   | 7  | 22 | -15 |

### Tour de relégation
Tous les horaires sont locaux (UTC+1)
| 4 janvier 2012 17:00 | Suisse | 4-2 (1-1; 1-0; 2-1)           | Russie | Zimní stadion Affluence : 750 |
| 6 janvier 2012 19:00 | Russie | 5-3 (2-1; 1-1; 2-1)           | Suisse | Zimní stadion Affluence : 350 |
| 7 janvier 2012 17:00 | Suisse | 2- 3 (P) (1-2; 1-0; 0-0; 0-1) | Russie | Zimní stadion Affluence : 350 |

### Phase finale
Tous les horaires sont locaux (UTC+1)
|  | Quarts-de-finale 4 janvier 2012      | Quarts-de-finale 4 janvier 2012      |                  |                        | Demi-finales 6 janvier 2012 | Demi-finales 6 janvier 2012 |  |  | Finale 7 janvier 2012 | Finale 7 janvier 2012 |
|  | Quarts-de-finale 4 janvier 2012      | Quarts-de-finale 4 janvier 2012      |                  |                        | Demi-finales 6 janvier 2012 | Demi-finales 6 janvier 2012 |  |  | Finale 7 janvier 2012 | Finale 7 janvier 2012 |
|  |                                      |                                      |                  |                        |                             |                             |  |  |                       |                       |
|  | PSG Aréna, 15:00                     | PSG Aréna, 15:00                     |                  |                        | PSG Aréna, 19:00            | PSG Aréna, 19:00            |  |  | PSG Aréna, 19:00      | PSG Aréna, 19:00      |
|  | PSG Aréna, 15:00                     | PSG Aréna, 15:00                     |                  |                        | PSG Aréna, 19:00            | PSG Aréna, 19:00            |  |  | PSG Aréna, 19:00      | PSG Aréna, 19:00      |
|  | PSG Aréna, 15:00                     | PSG Aréna, 15:00                     | Canada           | 7                      |                             |                             |  |  | PSG Aréna, 19:00      | PSG Aréna, 19:00      |
|  | Suède                                | 2                                    | Canada           | 7                      |                             |                             |  |  | PSG Aréna, 19:00      | PSG Aréna, 19:00      |
|  | Suède                                | 2                                    | Suède            | 0                      |                             |                             |  |  | PSG Aréna, 19:00      | PSG Aréna, 19:00      |
|  | Finlande                             | 1                                    | Suède            | 0                      |                             |                             |  |  | PSG Aréna, 19:00      | PSG Aréna, 19:00      |
|  | Finlande                             | 1                                    | PSG Aréna, 15:00 | PSG Aréna, 15:00       | Canada                      | 3                           |  |  |                       |                       |
|  | PSG Aréna, 19:00                     |                                      | PSG Aréna, 15:00 | PSG Aréna, 15:00       | Canada                      | 3                           |  |  |                       |                       |
|  |                                      | États-Unis                           | PSG Aréna, 15:00 | PSG Aréna, 15:00       | 0                           |                             |  |  |                       |                       |
|  | Allemagne                            | États-Unis                           | PSG Aréna, 15:00 | PSG Aréna, 15:00       | 0                           | 2                           |  |  |                       |                       |
|  | Allemagne                            | Allemagne                            | 1                |                        |                             | 2                           |  |  |                       |                       |
|  | Tchéquie                             | Allemagne                            | 1                | 1                      |                             |                             |  |  |                       |                       |
|  | Tchéquie                             | États-Unis                           | 7                | 1                      |                             |                             |  |  |                       |                       |
|  |                                      | États-Unis                           | 7                | Match pour la 3e place |                             |                             |  |  |                       |                       |
|  | Match pour la 5e place               |                                      |                  |                        |                             |                             |  |  |                       |                       |
|  | Zimní stadion, 6 janvier 2012, 15:00 | Zimní stadion, 6 janvier 2012, 15:00 | PSG Aréna, 15:00 | PSG Aréna, 15:00       |                             |                             |  |  |                       |                       |
|  | Zimní stadion, 6 janvier 2012, 15:00 | Zimní stadion, 6 janvier 2012, 15:00 | PSG Aréna, 15:00 | PSG Aréna, 15:00       |                             |                             |  |  |                       |                       |
|  | Finlande                             | 5                                    | Suède            | 4                      |                             |                             |  |  |                       |                       |
|  | Finlande                             | 5                                    | Suède            | 4                      |                             |                             |  |  |                       |                       |
|  | Tchéquie                             | 3                                    | Allemagne        | 1                      |                             |                             |  |  |                       |                       |
|  | Tchéquie                             | 3                                    | Allemagne        | 1                      |                             |                             |  |  |                       |                       |

### Bilan
Comme lors des quatre précédentes éditions, les deux sélections nord-américaines se retrouvent en finale. Les canadiennes remportent leur second titre après celui de 2010 dominant leurs adversaires sur la marque de 3-0 . La Suède gagne sa troisième médaille de bronze dans cette catégorie suivant sa victoire 4-1 sur l'Allemagne . Après une année à l'échelon inférieur, la Russie se maintient de justesse après avoir remporté le tour de relégation deux victoires à une face à la Suisse qui se voit relégué en Division I pour l'édition 2013 .
Comme l'année précédente, une européenne est désignée meilleure gardienne du tournoi, l'allemande Franziska Albl. La canadienne Erin Ambrose est choisi comme meilleure défenseure tandis que l'américaine Alex Carpenter est désignée meilleure attaquante pour la seconde année consécutive. L'américaine Haley Skarupa termine meilleure pointeuse du tournoi avec 11 points inscrits, tous des buts.
|                    | Équipe     |
| ------------------ | ---------- |
| Médaille d'or      | Canada     |
| Médaille d'argent  | États-Unis |
| Médaille de bronze | Suède      |
| 4                  | Allemagne  |
| 5                  | Finlande   |
| 6                  | Tchéquie   |
| 7                  | Russie     |
| 8                  | Suisse     |

## Division I
La Division I se déroule du 29 décembre 2011 au 31 mars 2012 à Tromsø en Norvège. Les rencontres ont lieu à la Ishall Grønnåsen. Pour sa première participation dans la catégorie, la Hongrie est promue dans l'élite mondiale.
|   | Équipe               | PJ | V | VP | DP | D | Pts | BP | BC | +/- |
| - | -------------------- | -- | - | -- | -- | - | --- | -- | -- | --- |
| 1 | Hongrie (Q1)         | 5  | 4 | 1  | 0  | 0 | 14  | 24 | 10 | +14 |
| 2 | Autriche             | 5  | 3 | 1  | 0  | 1 | 11  | 16 | 9  | +7  |
| 3 | Japon (R)            | 5  | 3 | 0  | 2  | 0 | 11  | 14 | 7  | +7  |
| 4 | Norvège              | 5  | 2 | 0  | 0  | 3 | 6   | 13 | 13 | 0   |
| 5 | Grande-Bretagne (Q2) | 5  | 1 | 0  | 0  | 4 | 3   | 10 | 14 | -4  |
| 6 | Slovaquie            | 5  | 0 | 0  | 0  | 5 | 0   | 5  | 29 | -24 |

- Meilleures joueuses[12],[13].
  - Meilleure gardienne de but : Takahashi Shizuka (Japon)
  - Meilleure défenseur : Victoria Løvdal (Norvège)
  - Meilleur attaquante : Alexandra Huszak (Hongrie)
  - Meilleure pointeuse : Alexandra Huszak (Hongrie), 10 points (7 buts et 3 aides), et Fanni Gasparics (Hongrie), 10 points (2 buts et 8 aides)

## Qualification Division I
La Qualification pour la Division I se déroule du 29 novembre 2011 au 4 décembre 2011 à Asiago en Italie. Les rencontres ont lieu au Pala Hodegart. La Hongrie remporte le tournoi et se qualifie pour la Division I avec la Grande-Bretagne
|   | Équipe          | PJ | V | VP | DP | D | Pts | BP | BC | +/- |
| - | --------------- | -- | - | -- | -- | - | --- | -- | -- | --- |
| 1 | Hongrie         | 5  | 5 | 0  | 0  | 0 | 15  | 37 | 4  | +33 |
| 2 | Grande-Bretagne | 5  | 2 | 1  | 1  | 1 | 9   | 19 | 16 | +3  |
| 3 | Chine           | 5  | 2 | 1  | 0  | 2 | 8   | 15 | 19 | -4  |
| 4 | Italie          | 5  | 2 | 0  | 1  | 2 | 7   | 21 | 14 | +7  |
| 5 | France          | 5  | 2 | 0  | 0  | 3 | 6   | 10 | 9  | +1  |
| 6 | Kazakhstan      | 5  | 0 | 0  | 0  | 5 | 0   | 4  | 44 | -40 |